# Ludovic Auger
Pour les articles homonymes, voir Auger.
Ludovic Auger, né le 17 février 1971 à Joigny,, est un coureur cycliste français. 

## Biographie
En 1989, Ludovic Auger se classe deuxième du championnat de France juniors (moins de 19 ans). Il s'illustre ensuite chez les amateurs en gagnant Dijon-Auxonne-Dijon en 1991, Troyes-Dijon en 1992 ou encore le Grand Prix des Flandres françaises en 1993. 
Professionnel de 1994 à 2007, il a notamment remporté Le Samyn, le Tour de Normandie et le Tour de la Manche. 
Son frère cadet Guillaume a également été cycliste professionnel.

## Palmarès
- 1989
  - 2e du championnat de France sur route juniors
- 1991
  - Circuit Berrichon
  - Dijon-Auxonne-Dijon
  - Prix des Vins Nouveaux
- 1992
  - Troyes-Dijon
  - Prix des Vins Nouveaux
  - 2e de la Ronde du Canigou
  - 2e du Circuit Berrichon
  - 2e de Dijon-Auxonne-Dijon
  - 2e du Grand Prix de Monpazier
  - 3e de la Poly Sénonaise
- 1993
  - Grand Prix des Flandres françaises
  - 2e de Paris-Épernay
  - 2e de Paris-Fécamp
  - 3e de la Route poitevine
  - 3e de Paris-Chauny
  - 3e du Grand Prix de Puy-l'Évêque
- 1997
  - 6e étape de la Course de la Solidarité olympique
  - 2e de À travers la Belgique
  - 2e de Course de la Solidarité olympique
  - 3e de Cholet-Pays de Loire
- 1998
  - Le Samyn
- 1999
  - 3e du Tro Bro Leon
- 2000
  - Tour de Normandie
- 2002
  - 3e du Tour de la Somme
- 2004
  - Tour de la Manche :
    - Classement général
    - 2e étape

  - 2e de Bordeaux-Saintes
- 2005
  - 2e du Tour de Picardie

## Résultats sur les grands tours

### Tour de France
4 participations
- 1997 : non-partant (18e étape)
- 1998 : non-partant (2e étape)
- 1999 : 111e
- 2001 : 133e

### Tour d'Espagne
1 participation
- 2005 : abandon (6e étape)